# Miodrag Ješić
Miodrag Ješić (Osečenica, Yugoslavia, 30 de noviembre de 1958-Ruma, Serbia, 8 de diciembre de 2022) fue un futbolista y entrenador de fútbol serbio.
En su carrera se desempeñó como futbolista de la selección de Yugoslavia y el Partizán de Belgrado.

## Selección nacional
Miodrag Ješić fue internacional con la selección de Yugoslavia en ocho partidos, anotando dos goles entre 1982 y 1984.

### Goles internacionales
| Goles internacionales con Yugoslavia | Goles internacionales con Yugoslavia | Goles internacionales con Yugoslavia | Goles internacionales con Yugoslavia | Goles internacionales con Yugoslavia | Goles internacionales con Yugoslavia | Goles internacionales con Yugoslavia |
| #                                    | Fecha                                | Lugar                                | Rival                                | Gol                                  | Resultado                            | Competición                          |
| ------------------------------------ | ------------------------------------ | ------------------------------------ | ------------------------------------ | ------------------------------------ | ------------------------------------ | ------------------------------------ |
| 1.                                   | 15 de diciembre de 1982              | Estadio Pod Goricom, Titogrado       | Gales                                | 4-2                                  | 4-4                                  | Clasificación Eurocopa 1984          |
| 2.                                   | 7 de junio de 1983                   | Estadio Josy Barthel, Luxemburgo     | Alemania Federal                     | 1-2                                  | 2-4                                  | Amistoso                             |

## Fallecimiento
El 8 de diciembre de 2022 ocurrió su fallecimiento en un accidente de tránsito en la carretera entre Ruma-Jarak a sus 64 años de edad.